# Killingworth
Killingworth is een plaats in het bestuurlijke gebied North Tyneside, in het Engelse graafschap Tyne and Wear. De plaats telt 9.251 inwoners.

## Geboren
- Jack Colback (1989), voetballer